# Hamadryaden

Hamadryade

De hamadryaden zijn nimfen uit de Griekse mythologie. Ze behoren tot de dryaden, en zijn specifiek de beschermsters van de eikenbomen.
Soms wordt de benaming "Hamadryade" gebruikt om een nimf aan te geven die als het ware zó vervlochten is met haar boom, dat ze sterft als de boom doodgaat. Stervelingen die een boom beschadigen worden gestraft door deze nimfen.